# Direcția de Investigare a Infracțiunilor de Criminalitate Organizată și Terorism
Direcția de Investigare a Infracțiunilor de Criminalitate Organizată și Terorism (DIICOT) este o direcție în cadrul Ministerului Public din România. DIICOT a fost înființat în anul 2004 prin legea 508/2004 în scopul destructurării grupurilor infracționale organizate, frontaliere și transfrontaliere. DIICOT efectuează investigații în materia infracțiunilor grave, definite de Legea nr. 39/2003 privind prevenirea și combaterea criminalității organizate. DIICOT este independentă în raport cu instanțele judecătorești și cu parchetele de pe lângă acestea, precum și în relațiile cu celelalte autorități publice.
Activitatea Direcției este reglementată în prezent de Ordonanța de Urgență 78/2016.

## Competența DIICOT
Conform Ordonanței de Urgență 78 din 2016 Direcția efectuează urmărirea penală în mod exclusiv pentru următoarele infracțiuni:
- trafic de persoane persoane prevăzut de articolul 210 Cod Penal
- trafic de minori prevăzut de articolul 211 Cod Penal
- divulgarea informațiilor secrete de stat prevăzută de articolul 303 Cod Penal
- pornografie infantilă prevăzută de articolul 374 Cod Penal
- infracțiunile contra securității naționale a României prevăzute de articolele 394-412 Cod Penal
- infracțiunile contra securității naționale a României prevăzute de Legea nr. 51/1991 privind securitatea națională a României
- toate infracțiunile de terorism prevăzute de Legea nr. 535/2004 privind prevenirea și combaterea terorismului
- toate infracțiunile de trafic de droguri prevăzute de legea 143 din 2000[4]
- infracțiunile prevăzute de Legea nr. 194/2011 privind combaterea operațiunilor cu produse susceptibile de a avea efecte psihoactive.
- infracțiunile prevăzute de Legea nr. 111/1996 privind desfășurarea în siguranță, reglementarea, autorizarea și controlul activităților nucleare.

## Lista șefilor DIICOT
- Codruț Olaru - 11 ianuarie 2007 - 15 mai 2013[5][6]
- Alina Bica - 15 mai 2013 - 24 noiembrie 2014[7][8]
- Daniel Horodniceanu - 19 mai 2015 - 1 mai 2018 [9][10]
- Felix Bănilă - 23 iulie 2018 - 2 octombrie 2019 (demisie)[11]
- Elena Giorgiana Hosu - 20 februarie 2020 - 24 septembrie 2020[12][13]
- Oana Daniela Pâțu 25 septembrie 2020- 12 aprilie 2023
- Alina Albu - 13 aprilie 2023 -

## Critici
Pentru dobândirea gradului profesional corespunzător procurorii trebuie să treacă un examen. Unii procurori DIICOT aduși direct de la parchetele de judecătorie sunt numiți, fără a fi examinați, în direcția specializată a Parchetului General prin ordin emis de procurorul general al României.
În data de 22 noiembrie 2014 procuroarea-șef a DIICOT, Alina Bica, a fost arestată preventiv, sub acuzația săvârșirii mai multor fapte de corupție, inclusiv în complicitate cu Dorin Cocoș și Crinuța Dumitrean, directoarea ANRP.